# Mohammed Bedjaoui

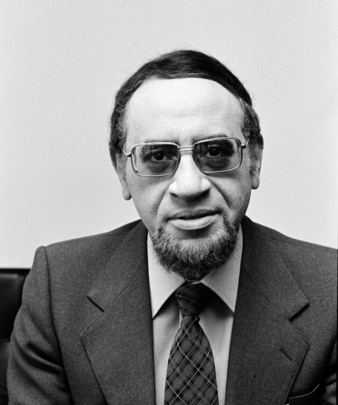
Mohammed Bedjaoui

Mohammed Bedjaoui (* 21. September 1929 in Sidi bel Abbès) ist ein algerischer Jurist, Diplomat und Politiker. Er war von 1964 bis 1970 Justizminister, von 2002 bis 2005 Präsident des Verfassungsgerichts und von 2005 bis 2007 Außenminister seines Heimatlandes. Von 1982 bis 2001 wirkte er als Richter und von 1994 bis 1997 als Präsident des Internationalen Gerichtshofes in Den Haag.

## Leben
Mohammed Bedjaoui absolvierte ein Studium an der Universität Grenoble, an der er 1952 ein Diplom vom Institut für politische Studien sowie 1955 das Doktorat in Rechtswissenschaften erlangte, und war in Frankreich von 1951 bis 1953 als Anwalt und danach bis 1956 am Centre national de la recherche scientifique (CNRS) tätig. Während des Algerienkrieges wirkte er von 1956 bis 1962 als Rechtsberater der Front de Libération Nationale (FLN), die für die Unabhängigkeit Algeriens von Frankreich kämpfte. Bei den Verhandlungen von 1961 bis 1962 zum Abkommen von Evian, mit dem Frankreich das Recht Algeriens auf Selbstbestimmung anerkannte, gehörte Mohammed Bedjaoui der algerischen Delegation an.
Nachdem Algerien mit dem Ende des Krieges die Unabhängigkeit erlangte, war er ab 1962 zunächst Generalsekretär der Regierung und von 1964 bis 1970 Justizminister. Gleichzeitig wirkte er von 1964 bis 1965 als Dekan der juristischen und wirtschaftswissenschaftlichen Fakultät der Universität Algier. Anschließend vertrat er bis 1979 als Botschafter sein Land in Frankreich und ab 1971 auch bei der UNESCO, bevor er ständiger Vertreter Algeriens bei den Vereinten Nationen (UN) wurde. Dort bekleidete er eine Vielzahl von Posten, so war er Ko-Präsident einer UN-Untersuchungskommission für den Iran und Vizepräsident des Namibia-Rates der Vereinten Nationen, zudem war er Mitglied und Leiter der Delegation seines Heimatlandes bei der Generalversammlung der Vereinten Nationen. Darüber hinaus gehörte er ab 1965 der Völkerrechtskommission an und war ab 1981 Präsident der Gruppe der 77.
Diese Funktionen hatte er bis zu seiner Wahl zum Richter an den Internationalen Gerichtshof (IGH) im Jahr 1982 inne, an dem er dem ägyptischen Richter Abdullah Ali El-Erian folgte, der im Dezember 1981 im Amt verstorben war. Am IGH war er bis 2001 tätig und wirkte während dieser Zeit von 1994 bis 1997 als Präsident des Gerichts. Nach seinem Rückzug vom Internationalen Gerichtshof, an dem er später noch in drei Fällen als Ad-hoc-Richter fungierte, war er von 2002 bis 2005 Präsident des Conseil constitutionnel, des algerischen Verfassungsgericht. Von 2005 bis 2007 übernahm er im Rahmen einer Kabinettsumbildung das Amt des Außenministers seines Heimatlandes.
Mohammed Bedjaoui wurde von verschiedenen Universitäten die Ehrendoktorwürde verliehen. Seit 1979 ist er Kommandeur und seit 2005 Großoffizier der französischen Ehrenlegion. Für seine Verdienste wurde er zudem 1963 in Marokko mit dem Ordre du Mérite Alaouite ausgezeichnet sowie 1984 und 2004 in Algerien mit dem Ordre de la Résistance. Er gehört seit 1977 dem Institut de Droit international an und ist darüber hinaus Mitglied der Französischen Gesellschaft für Internationales Recht sowie des Wissenschaftlichen Rates beim Institut für Meeresfragen in Monaco.
Mohammed Bedjaoui ist verheiratet und Vater von zwei Töchtern.

## Werke (Auswahl)
- Fonction publique internationale et influences nationales. London, Paris und New York 1958
- La Révolution algérienne et le Droit. Englische und französische Ausgabe Brüssel 1962, arabische Ausgabe Damaskus 1963
- Traités et conventions de l’Algérie. Drei Bände. Algier 1963/1964